# Rodrigo Valiente
Rodrigo Valiente Baraybar (San Carlos, Maldonado, Uruguay, 20 de julio de 1989) es un futbolista uruguayo, que juega como mediocampista y actualmente milita en Club Deportivo Walter Ferretti de la Primera División de Nicaragua.

## Características
Jugador con gran manejo de balón, muy buena visión de juego y bien en la recuperación de balones. Su puesto natural es volante central,
también puede jugar de volante por derecha y hasta de enganche.

## Clubes
| Club                           | País      | Año         |
| ------------------------------ | --------- | ----------- |
| Atenas de San Carlos           | Uruguay   | 2007 - 2012 |
| Deportivo Maldonado            | Uruguay   | 2012 - 2013 |
| Real Estelí                    | Nicaragua | 2014 - 2015 |
| Deportivo Maldonado            | Uruguay   | 2015        |
| Club Deportivo Walter Ferretti | Nicaragua | 2015 - 2016 |